# П'єр Франсуа Керодрен
П'єр Франсуа Керодрен (фр. Pierre François Keraudren; 1769—1858) — французький лікар і натураліст.

## Біографія
Народився 1769 року в Бресті. Його батько був морським лікарем. У 1782 році Керодрен вступив до Школи військово-морської медицини Бреста. У 1801 році він був призначений головним санітаром і служив у ескадрилі адмірала Бруї. Захистив докторську дисертацію в 1804 році. У 1813 році Наполеон призначив його Генеральним інспектором Морської служби охорони здоров'я, і він обіймав цю посаду до 1845 року. У 1821 році він входив до слідчої комісії, призначеної урядом для розслідування епідемії жовтої гарячки в Барселоні.
Керодрен був членом Академії медичних наук, лікарем-консультантом короля Луї-Філіпа і членом Московського товариства натуралістів. Він також був членом Королівської медичної академії Мадрида, Болонського товариства емуляції, Медичного товариства Лювена, Паризького товариства емуляції і медичних, літературних та наукових товариств Орлеана, Марселя, Тулона та Рошфора. 
10 липня 1816 року він був посвячений у лицарі Ордена святого Михайла, а 10 травня 1835 року лицарем ордену Почесного легіону.

## Праці
- Короткі роздуми про цингу / Réflexions sommaires sur le scorbut, 1804
- Міркування та спостереження щодо виродженого сифілісу / Considérations et observations sur la syphilis dégénérée, 1811
- Про жовту гарячку, яка спостерігається на Антильських островах [і] на кораблях короля / De la fièvre jaune observée aux Antilles [et] sur les vaisseaux du roi, Paris, 1823
- Мемуари про причини хвороб моряків та про турботу про підтримку їх здоров'я в портах і на морі / Mémoire sur les causes des maladies des marins, et sur les soins à prendre pour converser leur santé dans les ports et à la mer, 2nd ed., Paris, 1824 (1st ed., 1817)
- Про холеру-морбус в Індії / Du choléra-morbus de l'Inde ou mordéchi, Paris, 1824
  - Mémoire sur le choléra-morbus de l'Inde, Baillière, Paris, 1831[3]
  - On the cholera morbus of India, The Lancet Office, London, 1831 — «The most rational, unexaggerated, and impartial monograph concerning the Indian Cholera, yet presented to the public» (from the title page)

Також Керодрен був співавтором Annales d'Hygiène publique et de médecine juridique, він опублікував багато статей у Великому словнику медичних наук та в Annales maritimes.

## Вшанування
На честь Керодрена названі:
- острів Керодрен біля північно-західного узбережжя Австралії (14°56′33″ пд. ш. 124°41′2″ сх. д. / 14.94250° пд. ш. 124.68389° сх. д.[4]);
- мис Керодрен на північному заході Австралії, який натураліст відвідав під час експедиції у 1801 році (19°57′ пд. ш. 119°46′ сх. д. / 19.950° пд. ш. 119.767° сх. д.);
- мис Керодрен на півночі острова Гантер на північному заході Тасманії (40°23′ пд. ш. 144°47′ сх. д. / 40.383° пд. ш. 144.783° сх. д.);
- вид птахів Manucodia keraudrenii;
- два види молюсків Oxygyrus keraudrenii і Pterotrachea keraudrenii.